# Subscribe
Subscribe magyar alternatív metal zenekar. 2008-ban a Stuck Progress To Moon albumukkal megnyerték a Fonogram díjat. 2015-ben a legnagyobb hatású magyar metal-albumok listájára felkerült a Subscribe 2004-es Sanity Has Left the Building című lemeze.

## Története
1999-ben eredetileg THC néven alakultak. A felállás 2000-ben szilárdult meg, ekkor vették fel a Subscribe nevet. Első nagylemezük, a Sanity Has Left the Building 2004 végén jelent meg a Hammer-Edge Records gondozásában. A következő évben magyar fesztivál- és klubkoncertek mellett az amerikai Pro-Pain Európa-turnéján voltak előzenekar. Bemutatkozó albumuk a turnéval egyidőben jelent meg a Benelux államokban és Németországban.
A két frontemberrel dolgozó együttes intenzív színpadi munkája, és a jazz, magyar népzene, funky, reggae elemekkel kevert hardcore metal zenéjük a kritikusokat és a közönséget is meggyőzte, így rajongótáboruk és elismertségük is folyamatosan nőtt, a klubokban teltházak előtt léptek fel.
2006 tavaszán és nyarán is felléptek Romániában fesztiválokon, olyan neves külföldi zenekarok társaságában, mint az amerikai Deftones vagy a svéd Clawfinger. Az ottani lelkes fogadtatásnak köszönhetően indultak önálló klubturnéra Romániában, amelynek utolsó állomását a román nemzeti TV élőben közvetítette. Októberben az A38 állóhajót töltötték meg, majd holland és magyar klubturnéval zárták az évet.
2007 nyarán az összes jelentős hazai fesztiválon felléptek: Sziget, Sportsziget, mezőtúri Wanted, soproni Volt fesztivál, Félsziget, Vekeri-tavi, Hegyalja Fesztivál, Balatone és EFOTT. Az A38-on a svéd Meshuggah nyitózenekara voltak. Ebben az évben jelent meg második albumuk, a Stuck Progress to Moon. A lemez nem csak a rajongók és a kritikusok körében aratott sikert, de 2008 elején a szakma is elismerte azzal, hogy modern rock kategóriában Fonogram-díjjal jutalmazta. A hazai internetes rock/metal sajtó a legjobb hangzás díjával tüntette ki az albumot.
2009- ban a zenekar 10. születésnapját a Petőfi Csarnokban ünnepelte. 2009 tavaszán 15 állomásos turné keretein belül járták körbe az országot, nyáron pedig újra a fesztiválokon zenéltek. A Sziget nagyszínpadán a "Zene a rasszizmus ellen" elnevezésű napon léptek fel. Augusztusban meghívást kaptak az MTV Hungary által szervezett Edda Icon gálára. A fellépés után Pataky Attila ragaszkodott hozzá, hogy a Subscribe legyen a vendégzenekar az Edda 30. albumának lemezbemutató koncertjén a Petőfi Csarnokban.
2009 végén egy különleges kiadvánnyal rukkolt elő a zenekar. A Contradictions EP hanganyagán két vadonatúj saját szerzemény, és egy Edda-feldolgozás, míg a DVD-n a zenekar történetét, és 10 éves jubileumi koncertjét bemutató interjúkkal tarkított film kapott helyet.
2011 elején újra stúdióba vonult a zenekar, felvenni a harmadik lemezüket, ami a Bookmarks címet kapta. Ugyanezen év júniusában a Művészetek Palotájában egy különleges koncert keretében előadták áthangszerelt szerzeményeiket. Ezen a koncerten olyan vendégek is részt vettek, mint Egyedi Péter az IHMből, vagy a PASO fúvósai. Szeptember elején a fesztiválszezon lezárásaként több tízezer ember előtt játszottak a Műegyetem előtt a Zöld Pardon megmentéséért rendezett tömegdemonstráción.
2015-ben a zenekar bejelentette, hogy hosszabb időre visszavonulnak és egyéb projektjeikre koncentrálnak, búcsúkoncertjüket 2015 augusztusában adták. Az ezt követő 3 évben a zenekar egy koncertet adott a 2017-es VOLT Fesztiválon, valamint 2018 végén megjelentette első lemezének újrakiadását. A zenekartagok többsége a Subscribe passzív időszakban sem távolodott el zenéléstől és rendszeresen felléptek más zenei projektjeikkel, mint például a Grand Mexican Warlock, a Rage Against the Machine tribute valamint az ezen időszakban újonnan létrejött Useme.
2019-től újra aktívan koncerteznek, visszatérő koncertjüket 2019 májusában a Budapest Parkban tartják.

## Diszkográfia
Demók
- 2002 - Demo
- 2002 - Demo vol. 2002
- 2003 - The End of the Beginning

Albumok
- 2004 - Sanity Has Left the Building (2018-ban vinyl lemezen újrakeverve, újramasterelve egy korabeli bónusz számmal kiegészítve jelent meg újra[4])
- 2007 - Stuck Progress to Moon
- 2009 - Contradictions (EP)
- 2011 - Áthangolva / Retuned (élő koncertrelvétel, a korábbi dalok akusztikus áthangszereléseivel)
- 2011 - Bookmarks
- 2014 - This Moment Will Soon Be Gone
- 2020 - Lotus For Oblivion